# Triplanetária
Triplanetária (Triplanetary no original) é um romance de ficção científica e space opera de E. E. Smith. Foi publicado em capítulos na revista pulp Amazing Stories em 1934. Após publicador os quatro romances originais da série Lensman, Smith reescreveu Triplanetária  para se encaixar como uma prequela da série Lensman. Foi publicado em forma de livro em 1948 por Fantasy Press.

## Resumo
Em Triplanetária, conhecemos os arisianos (habitantes de Arisia), os primeiros habitantes do universo. Eles evoluíram até a "ciência do pensamento", ultrapassando as ciências físicas, e existem como pensamento puro sem qualquer necessidade de corpos físicos. Seu desenvolvimento também os tornou imortais, por isso sua escala de tempo é medida em bilhões de anos.
Os arisianos visualisam o "todo cósmico" (uma espécie de história do futuro super detalhada) como uma comunidade de mundos pacíficos e cooperativos. Todos os mundos serão descendentes de Arisia.
Logo, surgem os edorianos (nativos de Edore), vindos de outro universo. Os edorianos se estabelecem no universo de Arisia sem perceber a existência dos arisianos. O plano dos edorianos é moldar o desenvolvimento da vida conforme seu modelo de pensamento.
Os arisianos tomam providências para permanecer incógnitos enquanto se preparam para o conflito.
Tanto os arisianos quanto os edorianos dominam as ciências do pensamento, de modo que o confronto direto é ineficaz. Os dois povos têm filosofias irreconciliáveis e iniciam um conflito que vai durar bilhões de anos.
Com o passar do tempo, outros povos vão se desenvolvendo, sendo influenciados tanto pelos edorianos quanto pelos arisianos, e começam a atuar nesse conflito inconscientes da existência dos dois povos.
Os edorianos não podem viver em nenhum planeta do universo arisiano, portanto eles agem por meio de intermediários e quase nunca diretamente.